# Romarinho
Romário Ricardo da Silva, mais conhecido apenas como Romarinho (Palestina, 12 de dezembro de 1990), é um futebolista brasileiro que atua como atacante. Atualmente joga no Vitória.

## Biografia
Seu nome não faz referência a Romário, ex-jogador e atualmente Senador do RJ, campeão do mundo em 1994 pela Seleção Brasileira; é simplesmente a junção dos nomes de seu pai, Ronaldo, e de seu avô, Mário. O atleta se diz grande fã de Jaime Junior desde a época do Rio Branco.

## Carreira

### Início
Sua ligação com o futebol começou no Rio Preto E.C (SP), e depois seguiu para Rio Branco em Americana (SP) em 2010. Logo no ano seguinte partiu para o São Paulo FC, onde foi dispensado pelo fato de não atingir boas notas na escola, requisito exigido pelo clube. Depois assinou com o São Bernardo (SP), porém era enxergado como um jogador "mediano" sem se mostrar um destaque dentro de campo. Foi pelo Bragantino em 2011 e início de 2012 que seu futebol começou a ser reconhecido.

### Bragantino
Ainda pelo Bragantino, Romarinho foi considerado jogador revelação do último Campeonato Paulista onde marcou um grande número de gols e conseguiu apresentar um futebol de altíssima qualidade. Sendo assim atraiu olhares de grandes clubes brasileiros. Santos e São Paulo demonstraram interesse, mas o jogador foi jogar no Corinthians. A ideia inicial do Clube era ter o jogador como empréstimo e não contrata-lo de imediato, mas o que por fim se resolveu foi que Romarinho assinaria por 4 temporadas com o Corinthians.

### Corinthians

#### 2012
Em sua estreia, Romarinho "O Iluminado", entrou como titular no clássico contra o Palmeiras, no dia 24 de junho de 2012, e foi o responsável pelos dois gols marcados na vitória do Corinthians por 2 a 1. 
Com poucos dias no novo clube, Romarinho foi inscrito na Libertadores da América, competição em que estreou na primeira partida da final. Saindo do banco de reservas, Romarinho, em sua primeira partida internacional, jogando na "Bombonera" lotada de torcedores do Boca Juniors, em seu primeiro toque na bola, marcou o gol de empate do Corinthians que, na segunda partida, conquistou o título até então inédito de Campeão da Libertadores da América.

#### 2013
No dia 17 de fevereiro, no clássico diante do Palmeiras, Romarinho entrou enquanto o Corinthians perdia, mas acabou sendo responsável pelo gol que empatou o Derby Paulista por 2 a 2.

#### 2014
No dia 16 de março, na partida que teve o Corinthians eliminado matematicamente com uma rodada de antecedência, Romarinho afirmou que o time do São Paulo perdeu de propósito, para a equipe alvinegra não se classificar para a fase final do campeonato. 

#### Jogos pelo Corinthians
Expanda a caixa de informações para conferir todos os jogos deste jogador, pelo Corinthians.
| Jogos pelo Corinthians                 | Jogos pelo Corinthians | Jogos pelo Corinthians                         | Jogos pelo Corinthians | Jogos pelo Corinthians | Jogos pelo Corinthians | Jogos pelo Corinthians |
|                                        | Data                   | Local                                          | Resultado              | Adversário             | Gols                   | Competição             |
| 2012                                   | 2012                   | 2012                                           | 2012                   | 2012                   | 2012                   | 2012                   |
| -------------------------------------- | ---------------------- | ---------------------------------------------- | ---------------------- | ---------------------- | ---------------------- | ---------------------- |
| 1.                                     | 10 de junho            | Olímpico, Porto Alegre, Brasil                 | 0–2                    | Grêmio                 | 0                      | Brasileiro             |
| 2.                                     | 17 de junho            | Moisés Lucarelli, Campinas, Brasil             | 0–1                    | Ponte Preta            | 0                      | Brasileiro             |
| 3.                                     | 24 de junho            | Pacaembu, São Paulo, Brasil                    | 2–1                    | Palmeiras              | 2                      | Brasileiro             |
| 4.                                     | 27 de junho            | La Bombonera, Buenos Aires, Argentina          | 1–1                    | Boca Juniors           | 1                      | Libertadores           |
| 5.                                     | 8 de julho             | Ilha do Retiro, Recife, Brasil                 | 1–1                    | Sport                  | 0                      | Brasileiro             |
| 6.                                     | 11 de julho            | Pacaembu, São Paulo, Brasil                    | 1–3                    | Botafogo               | 0                      | Brasileiro             |
| 7.                                     | 14 de julho            | Pacaembu, São Paulo, Brasil                    | 2–1                    | Náutico                | 0                      | Brasileiro             |
| 8.                                     | 18 de julho            | Engenhão, Rio de Janeiro, Brasil               | 3–0                    | Flamengo               | 0                      | Brasileiro             |
| 9.                                     | 21 de julho            | Pacaembu, São Paulo, Brasil                    | 1–1                    | Portuguesa             | 0                      | Brasileiro             |
| 10.                                    | 25 de julho            | Pacaembu, São Paulo, Brasil                    | 2–0                    | Cruzeiro               | 0                      | Brasileiro             |
| 11.                                    | 29 de julho            | Pituaçu, Salvador, Brasil                      | 0–0                    | Bahia                  | 0                      | Brasileiro             |
| 12.                                    | 5 de agosto            | São Januário, Rio de Janeiro, Brasil           | 0–0                    | Vasco da Gama          | 0                      | Brasileiro             |
| 13.                                    | 8 de agosto            | Pacaembu, São Paulo, Brasil                    | 1–1                    | Atlético Goianiense    | 0                      | Brasileiro             |
| 14.                                    | 12 de agosto           | Couto Pereira, Curitiba, Brasil                | 2–1                    | Coritiba               | 1                      | Brasileiro             |
| 15.                                    | 19 de agosto           | Vila Belmiro, Santos, Brasil                   | 2–3                    | Santos                 | 0                      | Brasileiro             |
| 16.                                    | 26 de agosto           | Pacaembu, São Paulo, Brasil                    | 1–2                    | São Paulo              | 0                      | Brasileiro             |
| 17.                                    | 29 de agosto           | Engenhão, Rio de Janeiro, Brasil               | 1–1                    | Fluminense             | 0                      | Brasileiro             |
| 18.                                    | 2 de setembro          | Pacaembu, São Paulo, Brasil                    | 1–0                    | Atlético Mineiro       | 0                      | Brasileiro             |
| 19.                                    | 5 de setembro          | Orlando Scarpelli, Florianópolis, Brasil       | 0–1                    | Figueirense            | 0                      | Brasileiro             |
| 20.                                    | 8 de setembro          | Pacaembu, São Paulo, Brasil                    | 3–1                    | Grêmio                 | 0                      | Brasileiro             |
| 21.                                    | 12 de setembro         | Pacaembu, São Paulo, Brasil                    | 1–1                    | Ponte Preta            | 0                      | Brasileiro             |
| 22.                                    | 16 de setembro         | Pacaembu, São Paulo, Brasil                    | 2–0                    | Palmeiras              | 1                      | Brasileiro             |
| 23.                                    | 23 de setembro         | Engenhão, Rio de Janeiro, Brasil               | 2–2                    | Botafogo               | 0                      | Brasileiro             |
| 24.                                    | 30 de setembro         | Pacaembu, São Paulo, Brasil                    | 3–0                    | Sport                  | 2                      | Brasileiro             |
| 25.                                    | 10 de outubro          | Pacaembu, São Paulo, Brasil                    | 3–2                    | Flamengo               | 0                      | Brasileiro             |
| 26.                                    | 13 de outubro          | Canindé, São Paulo, Brasil                     | 1–1                    | Portuguesa             | 0                      | Brasileiro             |
| 27.                                    | 17 de outubro          | Melão, Varginha, Brasil                        | 0–2                    | Cruzeiro               | 0                      | Brasileiro             |
| 28.                                    | 20 de outubro          | Pacaembu, São Paulo, Brasil                    | 1–1                    | Bahia                  | 0                      | Brasileiro             |
| 29.                                    | 27 de outubro          | Pacaembu, São Paulo, Brasil                    | 1–0                    | Vasco da Gama          | 0                      | Brasileiro             |
| 30.                                    | 4 de novembro          | Boca do Jacaré, Taguatinga, Brasil             | 2–0                    | Atlético Goianiense    | 0                      | Brasileiro             |
| 31.                                    | 10 de novembro         | Pacaembu, São Paulo, Brasil                    | 5–1                    | Coritiba               | 0                      | Brasileiro             |
| 32.                                    | 18 de novembro         | Beira-Rio, Porto Alegre, Brasil                | 2–0                    | Internacional          | 0                      | Brasileiro             |
| 33.                                    | 24 de novembro         | Pacaembu, São Paulo, Brasil                    | 1–1                    | Santos                 | 0                      | Brasileiro             |
| 34.                                    | 12 de dezembro         | Estádio de Toyota, Toyota, Japão               | 1–0                    | Al-Ahly                | 0                      | Mundial                |
| 2013                                   |                        |                                                |                        |                        |                        |                        |
| 35.                                    | 20 de janeiro          | Jayme Cintra, Jundiaí, Brasil                  | 1–1                    | Paulista               | 0                      | Paulista               |
| 36.                                    | 23 de janeiro          | Pacaembu, São Paulo, Brasil                    | 0–1                    | Ponte Preta            | 0                      | Paulista               |
| 37.                                    | 27 de janeiro          | José Maria de Campos Maia, Mirassol, Brasil    | 1–0                    | Mirassol               | 1                      | Paulista               |
| 38.                                    | 30 de janeiro          | Pacaembu, São Paulo, Brasil                    | 2–1                    | Mogi Mirim             | 0                      | Paulista               |
| 39.                                    | 6 de fevereiro         | Santa Cruz, Ribeirão Preto, Brasil             | 0–0                    | Botafogo-SP            | 0                      | Paulista               |
| 40.                                    | 9 de fevereiro         | Pacaembu, São Paulo, Brasil                    | 2–2                    | São Caetano            | 0                      | Paulista               |
| 41.                                    | 17 de fevereiro        | Pacaembu, São Paulo, Brasil                    | 2–2                    | Palmeiras              | 1                      | Paulista               |
| 42.                                    | 24 de fevereiro        | Nabi Abi Chedid, Bragança Paulista, Brasil     | 2–2                    | Bragantino             | 0                      | Paulista               |
| 43.                                    | 27 de fevereiro        | Pacaembu, São Paulo, Brasil                    | 2–0                    | Millonarios            | 0                      | Libertadores           |
| 44.                                    | 3 de março             | Morumbi, São Paulo, Brasil                     | 0–0                    | Santos                 | 0                      | Paulista               |
| 45.                                    | 6 de março             | Estádio Caliente, Tijuana, México              | 0–1                    | Tijuana                | 0                      | Libertadores           |
| 46.                                    | 9 de março             | Pacaembu, São Paulo, Brasil                    | 3–2                    | Ituano                 | 0                      | Paulista               |
| 47.                                    | 13 de março            | Pacaembu, São Paulo, Brasil                    | 3–0                    | Tijuana                | 0                      | Libertadores           |
| 48.                                    | 16 de março            | Pacaembu, São Paulo, Brasil                    | 3–0                    | União Barbarense       | 0                      | Paulista               |
| 49.                                    | 20 de março            | Barão de Serra Negra, Piracicaba, Brasil       | 1–1                    | XV de Piracicaba       | 0                      | Paulista               |
| 50.                                    | 27 de março            | Pacaembu, São Paulo, Brasil                    | 1–1                    | Penapolense            | 0                      | Paulista               |
| 51.                                    | 31 de março            | Morumbi, São Paulo, Brasil                     | 2–1                    | São Paulo              | 0                      | Paulista               |
| 52.                                    | 3 de abril             | El Campín, Bogotá, Colômbia                    | 1–0                    | Millonarios            | 0                      | Libertadores           |
| 53.                                    | 7 de abril             | Pacaembu, São Paulo, Brasil                    | 2–0                    | São Bernardo           | 0                      | Paulista               |
| 54.                                    | 10 de abril            | Pacaembu, São Paulo, Brasil                    | 3–0                    | San José               | 1                      | Libertadores           |
| 55.                                    | 21 de abril            | Pacaembu, São Paulo, Brasil                    | 2–0                    | Atlético Sorocaba      | 0                      | Paulista               |
| 56.                                    | 28 de abril            | Moisés Lucarelli, Campinas, Brasil             | 4–0                    | Ponte Preta            | 1                      | Paulista               |
| 57.                                    | 1 de maio              | La Bombonera, Buenos Aires, Argentina          | 0–1                    | Boca Juniors           | 0                      | Libertadores           |
| 58.                                    | 5 de maio              | Morumbi, São Paulo, Brasil                     | 0(4)–(3)0              | São Paulo              | 0                      | Paulista               |
| 59.                                    | 12 de maio             | Pacaembu, São Paulo, Brasil                    | 2–1                    | Santos                 | 0                      | Paulista               |
| 60.                                    | 15 de maio             | Pacaembu, São Paulo, Brasil                    | 1–1                    | Boca Juniors           | 0                      | Libertadores           |
| 61.                                    | 19 de maio             | Vila Belmiro, Santos, Brasil                   | 1–1                    | Santos                 | 0                      | Paulista               |
| 62.                                    | 25 de maio             | Pacaembu, São Paulo, Brasil                    | 1–1                    | Botafogo               | 0                      | Brasileiro             |
| 63.                                    | 29 de maio             | Serra Dourada, Goiânia, Brasil                 | 1–1                    | Goiás                  | 0                      | Brasileiro             |
| 64.                                    | 1 de junho             | Pacaembu, São Paulo, Brasil                    | 1–0                    | Ponte Preta            | 0                      | Brasileiro             |
| 65.                                    | 5 de junho             | Arena do Jacaré, Sete Lagoas, Brasil           | 0–1                    | Cruzeiro               | 0                      | Brasileiro             |
| 66.                                    | 8 de junho             | Pacaembu, São Paulo, Brasil                    | 0–0                    | Portuguesa             | 0                      | Brasileiro             |
| 67.                                    | 3 de julho             | Morumbi, São Paulo, Brasil                     | 2–1                    | São Paulo              | 0                      | Recopa                 |
| 68.                                    | 7 de julho             | Arena Fonte Nova, Salvador, Brasil             | 2–0                    | Bahia                  | 0                      | Brasileiro             |
| 69.                                    | 14 de julho            | Pacaembu, São Paulo, Brasil                    | 0–1                    | Atlético Mineiro       | 0                      | Brasileiro             |
| 70.                                    | 17 de julho            | Pacaembu, São Paulo, Brasil                    | 2–0                    | São Paulo              | 1                      | Recopa                 |
| 71.                                    | 21 de julho            | Durival Britto, Curitiba, Brasil               | 1–1                    | Atlético Paranaense    | 0                      | Brasileiro             |
| 72.                                    | 28 de julho            | Pacaembu, São Paulo, Brasil                    | 0–0                    | São Paulo              | 0                      | Brasileiro             |
| 73.                                    | 31 de julho            | Pacaembu, São Paulo, Brasil                    | 2–0                    | Grêmio                 | 0                      | Brasileiro             |
| 74.                                    | 4 de agosto            | Heriberto Hülse, Criciúma, Brasil              | 2–0                    | Criciúma               | 0                      | Brasileiro             |
| 75.                                    | 7 de agosto            | Vila Belmiro, Santos, Brasil                   | 1–1                    | Santos                 | 0                      | Brasileiro             |
| 76.                                    | 11 de agosto           | Pacaembu, São Paulo, Brasil                    | 2–0                    | Vitória                | 0                      | Brasileiro             |
| 77.                                    | 14 de agosto           | Maracanã, Rio de Janeiro, Brasil               | 0–0                    | Fluminense             | 0                      | Brasileiro             |
| 78.                                    | 18 de agosto           | Pacaembu, São Paulo, Brasil                    | 1–0                    | Coritiba               | 0                      | Brasileiro             |
| 79.                                    | 21 de agosto           | Passo das Emas, Lucas do Rio Verde, Brasil     | 0–1                    | Luverdense             | 0                      | Copa do Brasil         |
| 80.                                    | 25 de agosto           | Mané Garrincha, Brasília, Brasil               | 1–1                    | Vasco da Gama          | 0                      | Brasileiro             |
| 81.                                    | 1 de setembro          | Pacaembu, São Paulo, Brasil                    | 4–0                    | Flamengo               | 1                      | Brasileiro             |
| 82.                                    | 4 de setembro          | Estádio do Vale, Novo Hamburgo, Brasil         | 0–1                    | Internacional          | 0                      | Brasileiro             |
| 83.                                    | 8 de setembro          | Pacaembu, São Paulo, Brasil                    | 0–0                    | Náutico                | 0                      | Brasileiro             |
| 84.                                    | 11 de setembro         | Maracanã, Rio de Janeiro, Brasil               | 0–1                    | Botafogo               | 0                      | Brasileiro             |
| 85.                                    | 15 de setembro         | Pacaembu, São Paulo, Brasil                    | 1–2                    | Goiás                  | 0                      | Brasileiro             |
| 86.                                    | 18 de setembro         | Moisés Lucarelli, Campinas, Brasil             | 0–2                    | Ponte Preta            | 0                      | Brasileiro             |
| 87.                                    | 22 de setembro         | Pacaembu, São Paulo, Brasil                    | 0–0                    | Cruzeiro               | 0                      | Brasileiro             |
| 88.                                    | 25 de setembro         | Pacaembu, São Paulo, Brasil                    | 0–0                    | Grêmio                 | 0                      | Copa do Brasil         |
| 89.                                    | 29 de setembro         | Morenão, Campo Grande, Brasil                  | 0–4                    | Portuguesa             | 0                      | Brasileiro             |
| 90.                                    | 2 de outubro           | Vail Chaves, Mogi Mirim, Brasil                | 2–0                    | Bahia                  | 0                      | Brasileiro             |
| 91.                                    | 6 de outubro           | Independência, Belo Horizonte, Brasil          | 0–0                    | Atlético Mineiro       | 0                      | Brasileiro             |
| 92.                                    | 9 de outubro           | Vail Chaves, Mogi Mirim, Brasil                | 0–0                    | Atlético Paranaense    | 0                      | Brasileiro             |
| 93.                                    | 13 de outubro          | Morumbi, São Paulo, Brasil                     | 0–0                    | São Paulo              | 0                      | Brasileiro             |
| 94.                                    | 16 de outubro          | Arena do Grêmio, Porto Alegre, Brasil          | 0–1                    | Grêmio                 | 0                      | Brasileiro             |
| 95.                                    | 19 de outubro          | Novelli Júnior, Itu, Brasil                    | 1–0                    | Criciúma               | 0                      | Brasileiro             |
| 96.                                    | 23 de outubro          | Arena do Grêmio, Porto Alegre, Brasil          | 0(2)–(3)0              | Grêmio                 | 0                      | Copa do Brasil         |
| 97.                                    | 3 de novembro          | Barradão, Salvador, Brasil                     | 1–1                    | Vitória                | 0                      | Brasileiro             |
| 98.                                    | 10 de novembro         | Arena da Fonte, Araraquara, Brasil             | 1–0                    | Fluminense             | 0                      | Brasileiro             |
| 99.                                    | 13 de novembro         | Couto Pereira, Curitiba, Brasil                | 1–0                    | Coritiba               | 0                      | Brasileiro             |
| 100.                                   | 17 de novembro         | Pacaembu, São Paulo, Brasil                    | 0–0                    | Vasco da Gama          | 0                      | Brasileiro             |
| 101.                                   | 24 de novembro         | Maracanã, Rio de Janeiro, Brasil               | 0–1                    | Flamengo               | 0                      | Brasileiro             |
| 102.                                   | 30 de novembro         | Pacaembu, São Paulo, Brasil                    | 0–0                    | Internacional          | 0                      | Brasileiro             |
| 103.                                   | 7 de dezembro          | Arena Pernambuco, São Lourenço da Mata, Brasil | 0–1                    | Náutico                | 0                      | Brasileiro             |
| 2014                                   |                        |                                                |                        |                        |                        |                        |
| 104.                                   | 19 de janeiro          | Canindé, São Paulo, Brasil                     | 2–1                    | Portuguesa             | 1                      | Paulista               |
| 105.                                   | 21 de janeiro          | Décio Vitta, Americana, Brasil                 | 1–0                    | Paulista               | 0                      | Paulista               |
| 106.                                   | 25 de janeiro          | Pacaembu, São Paulo, Brasil                    | 0–1                    | São Bernardo           | 0                      | Paulista               |
| 107.                                   | 29 de janeiro          | Vila Belmiro, Santos, Brasil                   | 1–5                    | Santos                 | 0                      | Paulista               |
| 108.                                   | 2 de fevereiro         | Moisés Lucarelli, Campinas, Brasil             | 1–2                    | Ponte Preta            | 0                      | Paulista               |
| 109.                                   | 5 de fevereiro         | Pacaembu, São Paulo, Brasil                    | 0–2                    | Bragantino             | 0                      | Paulista               |
| 110.                                   | 9 de fevereiro         | Vail Chaves, Mogi Mirim, Brasil                | 1–1                    | Mogi Mirim             | 0                      | Paulista               |
| 111.                                   | 16 de fevereiro        | Pacaembu, São Paulo, Brasil                    | 1–1                    | Palmeiras              | 1                      | Paulista               |
| 112.                                   | 19 de fevereiro        | Teixeirão, São José do Rio Preto, Brasil       | 2–1                    | Oeste                  | 1                      | Paulista               |
| 113.                                   | 22 de fevereiro        | Pacaembu, São Paulo, Brasil                    | 3–2                    | Rio Claro              | 2                      | Paulista               |
| 114.                                   | 26 de fevereiro        | Pacaembu, São Paulo, Brasil                    | 3–0                    | Comercial              | 0                      | Paulista               |
| 115.                                   | 5 de março             | Gilbertão, Lins, Brasil                        | 4–0                    | Linense                | 0                      | Paulista               |
| 116.                                   | 9 de março             | Pacaembu, São Paulo, Brasil                    | 2–3                    | São Paulo              | 0                      | Paulista               |
| 117.                                   | 16 de março            | Tenente Carriço, Penápolis, Brasil             | 0–0                    | Penapolense            | 0                      | Paulista               |
| 118.                                   | 19 de março            | Joia da Princesa, Feira de Santana, Brasil     | 2–0                    | Bahia de Feira         | 0                      | Copa do Brasil         |
| 119.                                   | 23 de março            | Pacaembu, São Paulo, Brasil                    | 3–0                    | Atlético Sorocaba      | 3                      | Paulista               |
| 120.                                   | 20 de abril            | Parque do Sabiá, Uberlândia, Brasil            | 0–0                    | Atlético Mineiro       | 0                      | Brasileiro             |
| 121.                                   | 27 de abril            | Pacaembu, São Paulo, Brasil                    | 2–0                    | Flamengo               | 0                      | Brasileiro             |
| 122.                                   | 30 de abril            | Arena da Amazônia, Manaus, Brasil              | 3–0                    | Nacional-AM            | 1                      | Copa do Brasil         |
| 123.                                   | 4 de maio              | Arena Condá, Chapecó, Brasil                   | 1–0                    | Chapecoense            | 0                      | Brasileiro             |
| 124.                                   | 11 de maio             | Arena Barueri, Barueri, Brasil                 | 1–1                    | São Paulo              | 0                      | Brasileiro             |
| 125.                                   | 18 de maio             | Arena Corinthians, São Paulo, Brasil           | 0–1                    | Figueirense            | 0                      | Brasileiro             |
| 126.                                   | 21 de maio             | Canindé, São Paulo, Brasil                     | 1–1                    | Atlético Paranaense    | 0                      | Brasileiro             |
| 127.                                   | 25 de maio             | Ilha do Retiro, Recife, Brasil                 | 4–1                    | Sport                  | 2                      | Brasileiro             |
| 128.                                   | 28 de maio             | Canindé, São Paulo, Brasil                     | 1–0                    | Cruzeiro               | 0                      | Brasileiro             |
| 129.                                   | 1 de junho             | Arena Corinthians, São Paulo, Brasil           | 1–1                    | Botafogo               | 0                      | Brasileiro             |
| 130.                                   | 6 de julho             | Uberabão, Uberaba, Brasil                      | 4–1                    | Uberaba                | 0                      | Amistoso               |
| 131.                                   | 17 de julho            | Arena Corinthians, São Paulo, Brasil           | 2–1                    | Internacional          | 0                      | Brasileiro             |
| 132.                                   | 20 de julho            | Barradão, Salvador, Brasil                     | 0–0                    | Vitória                | 0                      | Brasileiro             |
| 133.                                   | 23 de julho            | Arena Corinthians, São Paulo, Brasil           | 3–0                    | Bahia                  | 0                      | Copa do Brasil         |
| 134.                                   | 27 de julho            | Arena Corinthians, São Paulo, Brasil           | 2–0                    | Palmeiras              | 0                      | Brasileiro             |
| 135.                                   | 3 de agosto            | Couto Pereira, Curitiba, Brasil                | 0–0                    | Coritiba               | 0                      | Brasileiro             |
| 136.                                   | 10 de agosto           | Vila Belmiro, Santos, Brasil                   | 1–0                    | Santos                 | 0                      | Brasileiro             |
| 137.                                   | 16 de agosto           | Arena Corinthians, São Paulo, Brasil           | 1–1                    | Bahia                  | 0                      | Brasileiro             |
| 138.                                   | 24 de agosto           | Arena do Grêmio, Porto Alegre, Brasil          | 1–2                    | Grêmio                 | 0                      | Brasileiro             |
| 139.                                   | 27 de agosto           | Arena Pantanal, Cuiabá, Brasil                 | 0–1                    | Bragantino             | 0                      | Copa do Brasil         |
| 140.                                   | 31 de agosto           | Arena Corinthians, São Paulo, Brasil           | 1–1                    | Fluminense             | 1                      | Brasileiro             |
| 141.                                   | 3 de setembro          | Arena Corinthians, São Paulo, Brasil           | 3–1                    | Bragantino             | 0                      | Copa do Brasil         |
| Legenda: Vitórias — Empates — Derrotas |                        |                                                |                        |                        |                        |                        |

### Al-Jaish
No mês de setembro de 2014, Romarinho foi vendido ao Al-Jaish do Qatar por 8 milhões de euros (R$ 23,4 milhões). O Corinthians tem direito a 40% do valor total; 50% dos direitos econômicos pertencem ao empresário Carlos Leite, e outros 10% ao Bragantino. Em 3 de janeiro de 2016 Romarinho atinge a marca pessoal de 250 jogos e 70 gols em sua carreira.

#### Jogos pelo Al-Jaish
Expanda a caixa de informações para conferir todos os jogos deste jogador, pelo Al-Jaish.
| Jogos pelo Al-Jaish                    | Jogos pelo Al-Jaish | Jogos pelo Al-Jaish               | Jogos pelo Al-Jaish | Jogos pelo Al-Jaish | Jogos pelo Al-Jaish | Jogos pelo Al-Jaish |
|                                        | Data                | Local                             | Resultado           | Adversário          | Gols                | Competição          |
| 2014                                   | 2014                | 2014                              | 2014                | 2014                | 2014                | 2014                |
| -------------------------------------- | ------------------- | --------------------------------- | ------------------- | ------------------- | ------------------- | ------------------- |
| 1.                                     | 13 de setembro      | Abdullah bin Khalifa, Doha, Catar | 3–1                 | Al-Arabi            | 1                   | Qatariano           |
| Legenda: Vitórias — Empates — Derrotas |                     |                                   |                     |                     |                     |                     |

### Al-Jazira
Romarinho foi contratado pelo Al-Jazira em 2017. Assim, Romarinho encerra sua passagem pelo futebol do Qatar, onde defendia o Al-Jaish, para atuar no futebol dos Emirados Árabes. O acordo entre Romarinho e o time árabe terá duração de três anos de contrato. Romarinho estava no Al-Jaish desde 2014.  O atacante disputou o Mundial de Clubes da FIFA de 2017 pelo time árabe. No mundial fez dois gols, o primeiro contra o Auckland City da Nova Zelândia e o segundo contra o Real Madrid, sendo destaque nas partidas que jogou. 

### Al-Ittihad
Em 9 de agosto de 2018, Romarinho assinou um contrato com o Al-Ittihad, da Saudi Pro League, depois que os clubes concordaram em pagar € 7.000.000.
Romarinho deixou o Al Ittihad ao fim da temporada 2023/24, realizou 226 jogos, marcou 105 gols e deu 29 assistências pelo clube.

### Neom SC
Em 10 de junho de 2024, Romarinho foi anunciado pelo Neom, clube da Primeira Divisão Saudita, por transferência gratuita.

### Al-Rayyan
No início de 2025, acertou sua transferência ao Al-Rayyan do Qatar. 

### Vitória
No dia 17 de junho de 2025, assinou um contrato com o Vitória. 

## Estatísticas
Atualizado até 13 de setembro de 2014

### Corinthians
| Clube       | Temporada | Campeonato nacional | Campeonato nacional | Copa nacional | Copa nacional | Competições continentais¹ | Competições continentais¹ | Outros torneios² | Outros torneios² | Total | Total |
| Clube       | Temporada | Jogos               | Gols                | Jogos         | Gols          | Jogos                     | Gols                      | Jogos            | Gols             | Jogos | Gols  |
| ----------- | --------- | ------------------- | ------------------- | ------------- | ------------- | ------------------------- | ------------------------- | ---------------- | ---------------- | ----- | ----- |
| Corinthians | 2012      | 32                  | 6                   | —             | —             | 1                         | 1                         | 1                | 0                | 34    | 7     |
| Corinthians | 2013      | 37                  | 1                   | 3             | 0             | 9                         | 2                         | 20               | 3                | 69    | 6     |
| Corinthians | 2014      | 17                  | 3                   | 5             | 1             | —                         | —                         | 15               | 8                | 37    | 12    |
| Corinthians | Total     | 85                  | 10                  | 8             | 1             | 10                        | 3                         | 37               | 15               | 140   | 25    |
| Al-Jaish    | 2014      | 3                   | 17                  | 0             | 0             | 0                         | 0                         | 0                | 0                | 3     | 3     |
| Al-Jaish    | Total     | 14                  | 37                  | 0             | 0             | 0                         | 0                         | 0                | 0                | 15    | 37    |
| Total       | Total     | 99                  | 47                  | 8             | 1             | 10                        | 3                         | 37               | 15               | 155   | 68    |

¹Estão incluídos jogos e gols da Copa Libertadores e Recopa Sul-Americana

²Estão incluídos jogos e gols pelo Campeonato Paulista, Copa do Mundo de Clubes da FIFA, Torneios Amistosos e Amistosos

## Títulos
Corinthians
- Copa Libertadores da América: 2012
- Copa do Mundo de Clubes da FIFA: 2012
- Campeonato Paulista: 2013
- Recopa Sul-Americana: 2013

Al-Ittihad
- Campeonato Saudita: 2022–23
- Supercopa Saudita: 2022

Al-Jaish
- Copa do Catar: 2016

### Prêmios individuais
- Revelação do Campeonato Paulista: 2012
- Equipe do ano do Campeonato Saudita: 2022–23

### Artilharia
Corinthians
- Recopa Sul-Americana: 2013 (1 gol)

Al-Jazira
- Campeonato do Mundo de Clubes da FIFA de 2017: 2 golos em 2 jogos